# 時空探偵DD 幻のローレライ
『時空探偵DD 〜幻のローレライ〜』（じくうたんていディーディー まぼろしのローレライ）は1996年7月26日にPlayStation用とセガサターン用、Windows 95用としてアスキーから発売された日本のゲームソフト。1998年7月10日にはパイオニア傘下のパイオニアビデオより、DVD-PG移植版が発売された。

## 概要
タイトルにある時空探偵とは、23世紀の世界で利用されているタイムマシンに絡んだ犯罪を専門に扱う私立探偵の事。DDとはDracula Detectiveの略。開発はシステムサコム。原作者は園田英樹。原作者曰く、本作は多くの人間が特殊能力を有している世界であり、ゲーム内では語られないが、ライカンスロープやウィッチも存在している。
DDが航空局から依頼された任務は、「1938年の第二次世界大戦前夜のドイツに飛び、極秘に開発されている飛行船"ローレライ"から少女を救出せよ」というもので謎に満ちた飛行船へ潜入する。アドルフ・ヒトラーが独裁者として君臨する時代、第二次世界大戦開戦前夜のドイツを舞台に繰り広げられるサスペンスアドベンチャーゲーム。過去と未来の人間が絡み合い、思感が錯綜するストーリーを持っている。
本作ではタイトルに時空とあるとおり、タイムトラベルを題材としており、いわゆるタイムマシンのことをタイムライドと称している。
1998年8月27日には次回作として『時空探偵DD2 叛逆のアプサラル』が発売された。

## あらすじ
2238年の夏のある日、暇そうに新聞を広げていた時空探偵である鳴神のもとに依頼人であるレニが来訪する。依頼内容は1ヶ月前に突然失踪した父親であるクルト・ラヴァルを探し出すこと。手がかりとして父親の手紙とオルゴールを持参している。霧姫がオルゴールを調べると、キャッシュカードとデータディスクが隠されていた。これらと手紙に書かれていた内容から、背後に事件を感じた鳴神と霧姫は1939年5月25日の北極に向かうためにタイムライドに乗り込んだ。

## 登場人物
鳴神・雷蔵（Narukami Raizou）
声 - 森川智之
本作の主人公。日本出身。20歳中頃/181cm/75kg。時空犯罪を得意とする私立探偵で、新御徒町に鳴神時空探偵社を開いている。吸血鬼の能力を持つ特殊遺伝子保持者で人の血を吸うことで特殊能力を発揮する。モデルは原作者
霧姫・アイスマン（Kirihime Eismann）
声 - 横山智佐
鳴神の助手。女子高生。15歳/155cm/40kg。タイムライド・システムオペレータとして天才的能力を持つ。
レニ・ラヴァル (Leni Raval)
声 - 平松晶子
失踪した父を探すため、鳴神探偵事務所を訪れる。スイス出身。17歳/161cm/46kg。瞬間移動能力を持つ。
クルト・ラヴァル (Kult Raval)
声 - 西村知道
巨大飛行船であるローレライ号の設計者。ドイツ出身。59歳。レニは一人娘。
リヒャルト・シュトラッサー (Richalt Strasser)
声 - 石塚運昇
ローレライ号のオーナー。ドイツ出身。48歳。クルトとは20年来の親友。カーリンは一人娘。
カーリン・シュトラッサー (Kallin Strasser)
声 - 根谷美智子
リヒャルトの娘。ドイツ出身。早くに母を亡くして男手ひとつで育てられた17歳。父の束縛をわずらわしく感じ始めている。
マリア・ヘルシング (Maria Helsing)
声 - 林原めぐみ
歌手。ドイツ出身。23歳/164cm/49kg。裏設定でヴァン・ヘルシングの子孫としてヴァンパイアハンターをしている。
エルヴィン・グルンツ (Elwin Glunz)
声 - 丹下桜
ローレライの接客係。ドイツ出身。19歳/159cm/45kg。双子の兄と入れ替わっており、本名はエレーネ・グルンツ (Elane Glunz)
マッツォ・ベラスコーニ (Mazzo Verascohni)
声 - 金尾哲夫
航空会社の技術者。イタリア出身。46歳。
エルハルト・ヤンウェ (Erhart Janwe)
声 - 藤本譲
ローレライ号の船長。ドイツ出身。51歳。リヒャルト・シュトラッサーとは海軍時代からの友人。
滅砂・シュミット (Messa Schmitt)
声 - 大塚芳忠
クルト・ラヴァルを狙う組織の追手。ドイツ(？)出身。28歳。ドイツの新聞記者を名乗ってローレライ号に乗船する。
三郎・北家・ウルフ (Saburou Hokke Wolf)
声 - 大友龍三郎
シュミットの相棒。204cmの巨漢。

## 音楽

### 主題歌
エンディングテーマ「過ぎゆく季節」
作詞：深沢和生／作曲：神保直明／歌：林原めぐみ

## スタッフ
- アスキー 
  - プロデューサー：金田剛、池田浩一
  - 原作：園田英樹
  - ディレクター：近藤良英
  - マニュアル：大沼隆一
  - パブリシティー：小池ひろゆき
  - スペシャル・サンクス：わたなべたくや、かがもりあき、阿草啓二、野崎俊宏
- システムサコム 
  - プロデューサー：佐藤浩一
  - ディレクター：きくちかつよし
  - シナリオ：きくちかつよし、菅野勝之
  - グラフィック：きくちかつよし、深沢和生、さかもとこういち、そとはらたかし、さきむらひであき、なかむらちなつ、そしよしみ、いわたしずこ
  - プログラム：小林国治、みうらのぶひろ
  - 効果音：ただちよしたか
  - 音楽：神保直明
  - レコーディング：AUDIO・タナカ
  - レコーディング・スタジオ：スタジオ・タバック
  - デザイン・ワーク：さきむらひであき、深沢和生、菅野勝之
  - コンテ・ワーク：さきむらひであき、菅野勝之
  - スペシャル・サンクス：古畑慎一、しものまやすし、やまざきのぶあき、佐野文次郎 (T-BONE STEAK)[3]
- パッケージCG：株式会社パセリプロモーション
- マニュアル・イラストレーション：友部晴仁、池田正輝
- デザイン・ワーク：株式会社トス・クリエイティブ

## 評価
PlayStation版
ゲーム誌『ファミコン通信』の「クロスレビュー」では合計27点（満40点）、『Play Station Magazine』の読者投票による「ゲーム通信簿」での評価は以下の通りとなっており、20.0点（満30点）となっている。
| 項目 | キャラクタ | 音楽 | お買い得度 | 操作性 | 熱中度 | オリジナリティ | 総合 |
| 得点 | 3.7        | 3.7  | 3.1        | 2.9    | 3.3    | 3.4            | 20.0 |

セガサターン版
ゲーム誌『SATURN FAN』の読者投票による「ゲーム通信簿」での評価は以下の通りとなっており、18.2点（満30点）となっている。
| 項目 | キャラクタ | 音楽 | お買い得度 | 操作性 | 熱中度 | オリジナリティ | 総合 |
| 得点 | 3.4        | 3.1  | 2.9        | 3.0    | 2.9    | 3.0            | 18.2 |